# Günter Jordan
Günter Jordan (* 17. Januar 1941 in Leipzig) ist ein deutscher Dokumentarfilmer und Autor.

## Leben
Günter Jordan wurde am 17. Januar 1941 in Leipzig geboren. An der Friedrich-Schiller-Universität Jena studierte er bis 1963 Slawistik, Geschichte und Pädagogik, um anschließend als Lehrer zu arbeiten. 1966 begann er ein Sonderstudium für Regie an der Deutschen Hochschule für Filmkunst in Potsdam-Babelsberg.
Ab 1969 war er als Regie-Assistent und ab 1974 als Regisseur und Autor eigener Filme im DEFA-Studio für Dokumentarfilme, dem er bis 1991 angehörte, tätig. Von 1976 bis 1986 war Günter Jordan Mitglied der Gruppe Dokumentarfilme für Kinder. Unter seiner Regie entstanden in den Jahren 1972 bis 2002 mehrere Dokumentarfilme. Sein Film Einmal in der Woche schrein kam unter anderem wegen eines Liedes der Gruppe Pankow mit der Zeile „Immer um Erlaubnis fragen, gibt’s denn gar nichts mehr zu wagen, wer will an der Leine geh’n, ich will selber denken, selber seh’n.“ auf den Index und wurde erst im Oktober 1989 uraufgeführt.
1990 promovierte Günter Jordan an der Humboldt-Universität zu Berlin (Dissertation A, DEFA-Wochenschau und Dokumentarfilm 1946–1949. Neuer deutscher Film in der Nachkriegsgesellschaft zwischen Grundlegung und Wandel von Selbstverständnis, Funktion und Gestalt). Neben dem Verfassen eigener Bücher veröffentlichte er Artikel in verschiedenen Zeitungen und Zeitschriften. Von 1982 bis 1988 war er Vorstandsmitglied des Verbandes der Film- und Fernsehschaffenden der DDR.
Seit 1992 ist Günter Jordan als freier Filmemacher und Filmhistoriker tätig. Seine Bücher Schwarzweiß und Farbe, das Grundlagenbuch über den DEFA-Dokumentarfilm (mit Ralf Schenk)  sowie Film in der DDR über die Struktur der Filmorganisationen in der DDR sind Standardwerke geworden. Zusätzlich war er von 1990 bis 1993 Lehrbeauftragter an der Hochschule für Film und Fernsehen in Potsdam-Babelsberg (jetzt Filmuniversität Babelsberg) sowie 1992 an der Philipps-Universität Marburg. 2021 wurde er von der DEFA-Stiftung für seine Verdienste um das DEFA-Filmerbe mit einem Programmpreis ausgezeichnet.
Günter Jordan lebt in Kleinmachnow.

## Filmografie
- 1973: Ewa – Ein Mädchen aus Witunia
- 1977: Copihuito
- 1977: Die Kraniche fliegen im Keil
- 1978: Matrosen in Berlin
- 1980: Berlin – Auguststraße
- 1980: Kinder von Nordost – Berlin 1930
- 1982: Einmal in der Woche schrein
- 1986: DEFA: Wurzeln
- 1989: Max Hoelz
- 1991: Die verlorene Zeit
- 1991: Die Maßnahme – Das Schiff, 1. Teil
- 1993: Die Maßnahme – Blaue Stunde, 2. Teil
- 1993: Die Maßnahme – Letzte Hoffnung, 3. Teil
- 2002: Zeitzeugengespräch: Hugo Hermann

## Schriften
- 1987: Alltag des Dokumentarfilms. Erinnerungen an die Jahre des Anfangs 1946–1950 (Hrsg.). Schriften des Verbandes der Film- und Fernsehschaffenden der DDR Nr. 24. Ag 528/7/87
- 1994: "Sie sehen selbst, Sie hören selbst...". Die DEFA von ihren Anfängen bis 1949 (mit Christiane Mückenberger). Hitzeroth 1994. ISBN 3-89398-144-6
- 1996: Schwarzweiß und Farbe. DEFA-Dokumentarfilme 1946–1992, (Mit Ralf Schenk), Jovis-Verlag Berlin, ISBN 3-931321-51-7 und ISBN 978-3-931321-51-2.
- 2000: Die Fabrik oder Der Fall Alfred Lindemann. In: apropos Film 2000. DEFA-Stiftung und Verlag Das Neue Berlin. Berlin 2001.
- 2001: Günter Jordan über den Fall Walter Janka – eine Recherche zu den Jahren 1948/49. In: apropos: Film 2001 – Das Jahrbuch der DEFA-Stiftung. Bertz Verlag. ISBN 3-360-00955-X
- 2002: Davidstern und roter Winkel; Das jüdische Thema in DEFA-Wochenschau und –Dokumentarfilm 1946 - 48; DEFA und Holocaust. Drei Dokumente und ein P. S. In: apropos: Film 2002 – Das Jahrbuch der DEFA-Stiftung. Bertz Verlag. ISBN 978-3-929470-23-9 (3-929470-23-3)
- 2004: Der Verrat oder der Fall Falk Harnack. In: apropos: Film 2004 – Das Jahrbuch der DEFA-Stiftung. Bertz Verlag. ISBN 3-929470-29-2

- 2009: Film in der DDR. Daten Fakten Strukturen. Filmmuseum Potsdam, ISBN 978-3-9812104-2-2.
- 2018: Unbekannter Ivens : Triumph, Verdammnis, Auferstehung. Joris Ivens bei der DEFA und in der DDR 1948–1989, Bertz und Fischer, Berlin, ISBN 978-3-86505-407-4.
- 2018: Frau "Augenzeuge": Dr. Marion Keller. ( mit Claudia Köpke). Essay. In: Leuchtkraft 2018. Journal der DEFA-Stiftung 2018
- 2019: Ella Ensink-Kleberg – "Man lernt das alles"; Eva Fritzsche – "Frauen machen keine Filme!"; Marion Keller – "Einen kleinen Beitrag zur Demokratisierung liefern"; Renate Wekwerth – "Wir waren sehr jung". In: Sie. Regisseurinnen der DEFA und ihre Filme. Cornelia Klauß/Ralf Schenk (Hrsg.) 2018 DEFA-Stiftung / Bertz + Fischer Verlag. ISBN 978-3-86505-415-9

## Auszeichnungen
- 1979: Kinderfilmfestival Goldener Spatz: Diplom für Copihuito
- 1981: Kinderfilmfestival Goldener Spatz: Sonderpreis für Kinder von Nordost
- 1987: Kinderfilmfestival Goldener Spatz: Sonderpreis für Lebenslauf
- 2021: Programmpreis der DEFA-Stiftung